# Hermann Weber (Beamter)
Hermann Karl Weber (* 6. September 1939 in St. Pölten; † 10. August 2017 in Wien) war ein österreichischer Beamter der Österreichischen Bundesbahnen und Sektionschef im Bundesministerium für Verkehr.

## Leben
1954 absolvierte er eine Lehre bei den Österreichischen Bundesbahnen, im zweiten Bildungsweg schloss er von 1963 bis 1968 eine Externistenmatura ab. 1959 bis 1968 war er Fahrdienstleiter bei den Österreichischen Bundesbahnen, zuletzt als Bundesbahn-Adjunkt am St. Pölten Hauptbahnhof. Später wechselte Weber als Mitarbeiter in die Kommerzielle Direktion der Generaldirektion der Österreichischen Bundesbahnen.
1968 bis 1972 absolvierte Weber ein Jusstudium an der Universität Wien, wo er 1972 zum Dr. iuris promovierte. 1976 bis 1981 war er als Bundesbahn-Oberrat, später als Bundesbahn-Zentralinspektor Leiter des Ministerbüros im Bundesministerium für Verkehr.
Von 1983 bis 1992 war Weber, anfangs als Oberrat, als Nachfolger von Herbert Metzner Leiter der Sektion IV (Straßenverkehr) im Bundesministerium für öffentliche Wirtschaft und Verkehr. Ab 1993 war er Leiter der Sektion IV (Post- und Telekommunikation, später Oberste Post- und Fernmeldebehörde, Verkehrs-Arbeitsinspektorat) des Bundesministeriums für Wissenschaft und Verkehr, zuletzt leitete er dort die Sektion III (Innovation und Telekommunikation), wo er 2004 in den Ruhestand ging und von Andreas Reichhardt abgelöst wurde. Weber trug den Amtstitel Sektionschef.
Ab 1998 war Hermann Weber Herausgeber der Zeitschrift Teleletter, eine Beilage zur Wiener Zeitung, die sich mit Telekommunikation befasst.
Hermann Weber starb am 10. August 2017 und wurde am 29. August 2017 im Urnengarten im Arkadenhof der Feuerhalle Simmering beigesetzt (Abteilung UG, Gruppe 2, Nummer 11).

## Auszeichnungen und Ehrungen
- Silberne Medaille am roten Bande für Verdienste um die Republik Österreich (Lebensrettermedaille)[3]

## Privates
Hermann Weber war verheiratet und hatte zwei Kinder.